# Pritt
Pritt — марка клеев немецкого концерна Henkel со штаб-квартирой в Дюссельдорфе. Термин Pritt Stick стал общим названием в Германии и Великобритании, а также используется в обиходе для обозначения сопоставимых продуктов других производителей.

## История

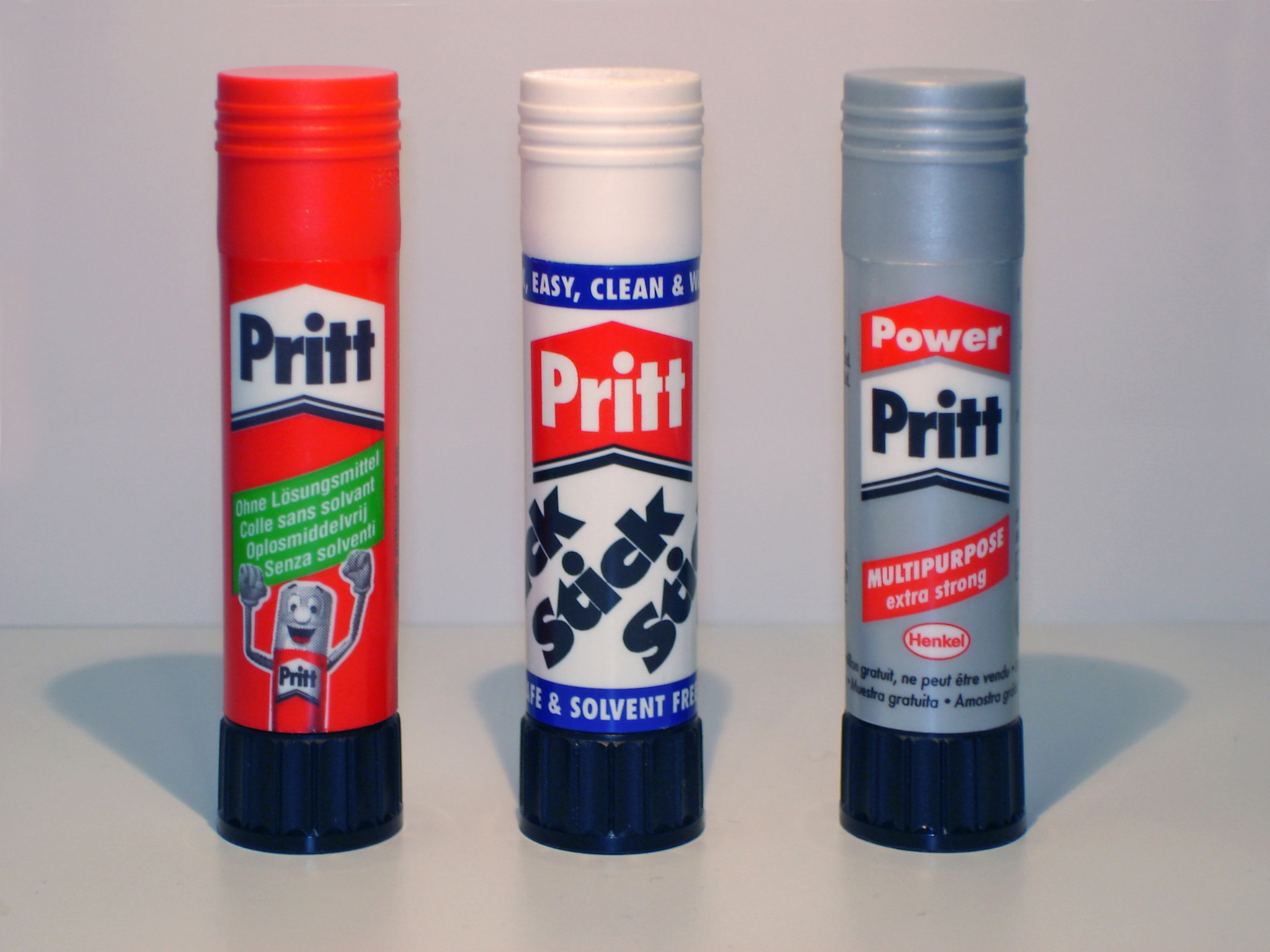
Клеящие карандаши марки «Pritt»

В 1969 году компания Henkel изобрела первый в мире клей-карандаш. В качестве образцов послужили «механизм выкручивания» (нем. «Herausdreh-Mechanismus») и обращение с помадами.
После того, как на рынке появился первый клей-карандаш, к 2009 году компания Henkel продала уже более 2,5 миллиардов копий в 121 стране.
Дизайн клеящего карандаша Pritt за эти годы изменился лишь незначительно. Характерной является красная пластиковая бутылка с чёрным поворотным колесом и логотипом Pritt на белом фоне. В течение короткого времени также продавались многоразовые клеящие карандаши с зелёным поворотным колесом.

## Состав
Клеящий карандаш Pritt содержит картофельный крахмал, сахар, воду и мыло. Это позволяет производить продукцию с высокой экологичностью и безопасностью продукции. Pritt считается беспроблемным клеем. Благодаря низкой токсичности и простоте в обращении, клей-карандаш также хорошо подходит для детей. Он не содержит растворителей и поливинилхлорида и соответствует директиве 2009/48/ЕС. Остатки клея на одежде можно смывать при низких температурах.
В 2000 году компания Henkel заменила клеи на нефтяной основе, которые она использовала до этого, на клеи на основе крахмала. В настоящее время ассортимент продукции Pritt включает в себя широкий ассортимент клеев, корректирующих средств, адгезивных плёнок и фиксаторов.